# Манливий, солодкий, без меж, або Пісні і танці про смерть
«Манливий, солодкий, без меж, або Пісні і танці про смерть» (англ. Enticing, Sugary, Boundless or Songs and Dances about Death) — український документальний фільм 2017 року режисерів Тетяни Ходаківської та Олександра Стеколенка, знятий компанією «Пронто Фільм». Стрічку було номіновано в категорії «Найкращий документальний фільм» на другій церемонії вручення премії «Золота дзиґа». Світова прем'єра відбулася 27 жовтня 2017 року, а в Україні — 25 березня 2018 року.

## Сюжет
Фільм створює зв’язок між неминучістю смерті та простотою життя. Старий чоловік свистить за кермом свого автомобіля. Мати хвилюється, що її дочку можуть з’їсти вовки по дорозі в школу. Два сусідніх села жорстоко змагаються за шкіряний м’яч, щоб принести його на кладовище. Подорож, яка почалася з внутрішніх спостережень щодо ставлення до смерті, перетворилася на власний досвід, коли оператор цього фільму помер перед закінченням зйомок.

## Знімальна група
- Режисери-постановники: Тетяна Ходаківська, Олександр Стеколенко
- Сценаристи: Тетяна Ходаківська, Олександр Стеколенко
- Оператори-постановники: Георгій Берідзе, Ярослав Пілунський, Ендрю Толошний, Майкл Донован, Міколоз Чавчавадзе, Олександр Запорощенко
- Композитори: Михайло Ніколаєв
- Режисери монтажу: Тетяна Ходаківська, Олександр Стеколенко, Оксана Усенко, Олександра Котчукова
- Продюсери: Максим Асадчий

## Номінації
- 2018: Міжнародний кінофестиваль документального кіно про права людини «Докудейз» — Номінація в категорії «Найкращий фільм»[3]
- 2018: 2-га церемонія вручення «Золота дзиґа» — Номіанція в категорії «Найкращий документальний фільм»[1]

## Нагороди
- 2018: Міжнародний кінофестиваль документального кіно про права людини «Докудейз» — Особлива згадка режисерів «Цей універсальний фільм про смерть (і не тільки), пропонуючи блаженні кінематографічні моменти і несподівані поєднання (пальців і текстилю, жестів і культурних ландшафтів), вразив нас своєю чистою ручною майстерністю. І він зворушив нас — своєю спокійною жагою до життя» і Приз студентського журі: особлива згадка режисерів «За сміливий експеримент без кордонів і подорож без обмежень»[3]
- 2018: Кінофестиваль «Документалісти без кордонів» — «Вплив на глядача» і «Монтаж»[4]
- 2019: Міжнародний фестиваль артхаусного кіно «L' Age d'Or» — «Найкращий монтаж»[5]
- 2019: Міжнародний фестиваль культового кіно в Калькутті — «Найкращий режисер» і «Найкращий монтаж»
- 2020: Міжнародний кінофестиваль «ДРУК» — «Найкращий повнометражний документальний фільм» і «Найкращий режисер»[6]